# Brettus madagaskarensis
Brettus madagaskarensis är en spindelart som först beskrevs av George William Peckham och Elizabeth Maria Gifford Peckham 1903.  Brettus madagaskarensis ingår i släktet Brettus och familjen hoppspindlar. Inga underarter finns listade.